# Бергхаус, Эльвира
Эльвира Бергхаус, в замужестве Мюллер-Бергхаус (нем. Elvira Müller-Berghaus; 1837, Потсдам — 1924, Штутгарт) — немецкая оперная певица (сопрано). Дочь географа Генриха Бергхауса.
Училась в Берлине в Консерватории Штерна, затем частным образом в Веймаре у Розы фон Мильде. Выступала как концертная певица (в том числе с Гансом фон Бюловом как аккомпаниатором), исполняя песни Ференца Листа, Иоахима Раффа, Феликса Дрезеке. В 1862 г. была приглашена в Мейнингенскую капеллу, пела Венеру в «Тангейзере» Рихарда Вагнера в ансамбле с первым исполнителем заглавной партии Йозефом Тихачеком. В 1869 г. вышла замуж за скрипача и дирижёра Карла Мюллера, после чего оба стали выступать под двойной фамилией. Пела на сценах Ростока и Штутгарта, в 1880 г. «Новая музыкальная газета» особо отмечала успешное исполнение Эльвирой Бергхаус партии Пери в оратории Роберта Шумана «Рай и пери» под управлением Вильгельма Шпайделя. В дальнейшем открыла в Штутгарте собственную вокальную школу.